# War (film fra 2007)
 For alternative betydninger, se War. (Se også artikler, som begynder med War)
War er en amerikansk actionthrillerfilm fra 2007 instrueret afby Philip G. Atwell i hans debut, og med koreografi af Corey Yuen. Hovedrollerne bliver spillet Jet Li ognd Jason Statham, og den blev udgivet d. 24. august 2007. War er anden gang Jet Li og Jason Statham samarbejder efter de medvirkede i filmen The One (2001). Jason Statham spiller en FBI agent der forsøger at famge den mystiske lejemorder Rogue (spillet af Jet Li), efter hans partner er blevet myrdet.
Arbejdstitlen for War var oprindeligt Rogue, men det blev ændret for at undgå forveksling med en anden film af samme navn. Den blev omdøbt til Rogue Assassin i New Zealand, Japan, Hong Kong, Singapore, Indien, Australien, Filippinerne og adskillige europæiske lande.
Filmen fik generelt dårlige anmeldelser.

## Medvirkende
- Jet Li som Rogue/Tom Lone
  - Terry Chen Lone inden han ændrer sit udseende
- Jason Statham som FBI agent John Crawford
- John Lone som Li Chang
- Mathew St. Patrick som Wick
- Sung Kang som Goi, nyuddannet FBI agent
- Luis Guzmán som Benny
- Saul Rubinek som Dr. Sherman
- Devon Aoki som Kira Yanagawa
- Ryo Ishibashi som Shiro Yanagawa
- Mark Cheng som Wu Ti, en af Li Chengs håndlangere
- Johnson Phan som Joey Ti, en af Li Chengs håndlangere
- Nicholas Elia som Daniel Crawford
- Nadine Velazquez som Maria Chang
- Kennedy Lauren Montano som Ana Chang
- Steph Song som Diane Lone
- Andrea Roth som Jenny Crawford
- Kenneth Choi som Takada
- Peter Shinkoda som Harbour Yanagawa Member
- Angela Fong som Kabuki danser
- Kane Kosugi som Temple Garden Warrior
- Dario Delacio som mahjongspiller

## Eksterne Henvisninger
- Rogue Assassin på Internet Movie Database (engelsk)
- Rogue Assassin på Filmdatabasen
- Rogue Assassin på Scope
- Rogue Assassin på AlloCiné (fransk)
- Rogue Assassin på MovieMeter (nederlandsk)
- Rogue Assassin på AllMovie (engelsk)
- Rogue Assassin hos American Film Institute (engelsk)
- Rogue Assassin på Turner Classic Movies (engelsk)
- Rogue Assassin på The Movie Database (engelsk)
- Rogue Assassin på Rotten Tomatoes (engelsk)